# جورجينا سبيلفين
جورجينا سبيلفين (بالإنجليزية: Georgina Spelvin)‏ (ولدت في 1 مارس 1936) واسمها الحقيقي ميشيل غراهام،  هي ممثلة إباحية سابقة واشتهرت بأداءها للفيلم الإباحي الكلاسيكي الشيطان في الآنسة جونز.

## بدايات حياتها
ولدت جورجينا سبلفين في هيوستن، تكساس. وعانت في طفولتها من شلل الأطفال، لكنها تعافت ما مكنها أن تصبح راقصة. بدأت حياتها المهنية كفتاة جوقة في مدينة نيويورك وظهرت في عدد من إنتاج برودواي مثل كاباريه، الرجال والدمى، سويت تشاريتي، ولعبة البيجاما. كما عملت في المسرح كمصممة رقصات ومخرجة وفنية إضاءة في عدد من المسرحيات الموسيقية. وقدمت فيلمها الأول، The Twilight Girls، وهو فيلم سحاقي، في عام 1957.

## روابط خارجية
- جورجينا سبيلفين على موقع IMDb (الإنجليزية)
- جورجينا سبيلفين على موقع ألو سيني (الفرنسية)
- جورجينا سبيلفين على موقع إن إن دي بي (الإنجليزية)
- جورجينا سبيلفين على موقع قاعدة بيانات الفيلم (الإنجليزية)
- جورجينا سبيلفين على موقع كينوبويسك (الروسية)